# Ranheim Fotball
Ranheim Fotboll, Ranheim IL fotball Topp (RIL), bildad 17 februari 1901, är en norsk fotbollsklubb från stadsdelen Ranheim i stadskommunen Trondheim i Sør-Trøndelag, och från 4 februari 2010 en egen idrottsförening under allianseidrettsföreningen Ranheim Idrettslag.
År 2009 vann Ranheim andra division fotboll för herrar, avdelning 4, och gick upp till första division från 2010 säsongen (andra nivå i Norge). Ranheim har kvalat till Eliteserien tre gånger, och 2017 vann Ranheim kvalificeringen och spelade i Eliteserien 2018. Klubben blev 2019 åter nedflyttade till 1. divisjon.